# Portrait de l'Infante Marie-Thérèse (Vélasquez)
Le portrait de l'infante Marie-Thérèse d'Espagne est une huile sur toile peinte par Diego Vélasquez en 1652 et conservée au Metropolitan Museum of Art à New York. Elle représente  Marie-Thérèse (1638-1683), la fille du roi Philippe IV d'Espagne, alors âgée de 14 ans.

## Historique
La fille ainée de Philippe IV d'Espagne était alors la prétendante au trône d'Espagne après le décès du Prince Baltasar Carlos en 1646. Elle se maria avec son cousin germain Louis XIV en 1660, devenant reine de France. 
Le portrait a été fortement recoupé et a probablement été utilisé par l'atelier de Vélasquez comme modèle pour des portraits officiels de l'infante. Sa chevelure est décorée avec des papillons de tissu, et un véritable papillon, symbole de la mue qui s'opère sur l'adolescente